# Liste des field marshal de l'armée britannique
Le field marshal est le plus haut grade dans l'armée de terre britannique depuis 1736. C'est l'équivalent d'un Admiral of the Fleet dans la Royal Navy et d'un Marshal of the Royal Air Force. Ce grade a été utilisé de façon sporadique tout au long de son histoire et a été vacant au cours des XVIIIe et XIXe siècles.
Au total, 140 hommes ont tenu ce grade, dont 106 sont des  soldats professionnels dans l'armée britannique et 11 autres ont effectué leurs carrières dans l'Armée des Indes britanniques, tandis que 22 autres n'ont jamais servi dans aucune de ces deux armées. Parmi eux, quatre monarques britanniques Édouard VII, George V, Édouard VIII et George VI ont accédé à ce grade eux-mêmes. Deux autres y ont accédé par le fait d'être mariés à une reine : Albert de Saxe-Cobourg-Gotha et Philip Mountbatten respectivement avec Victoria et Élisabeth II. Les autres sont principalement des monarques étrangers mais aussi deux officiers militaires étrangers et un homme d’État étranger.

## Soldats professionnels
| Ancienneté | Nom et titre                                           | Régiment                                                     | Image | Naissance | Décès  | Date de nomination |
| ---------- | ------------------------------------------------------ | ------------------------------------------------------------ | ----- | --------- | ------ | ------------------ |
| 1          | George Hamilton                                        | Royal Regiment of Foot                                       |       | 1666      | 1737   | 12 janvier 1736    |
| 2          | John Campbell                                          | —                                                            |       | 1678      | 1743   | 14 janvier 1736    |
| 3          | Richard Boyle                                          | Horse Guards Regiment (en)                                   |       | 1674      | 1740   | 2 juillet 1739     |
| 4          | François de La Rochefoucauld                           | —                                                            |       | 1672      | 1739   | 2 juillet 1739     |
| 5          | John Dalrymple                                         | 26th (Cameronian) Regiment of Foot (en)                      |       | 1673      | 1747   | 18 mars 1742       |
| 6          | Richard Temple                                         | 6th Regiment of Foot (en)                                    |       | 1669      | 1749   | 14 décembre 1742   |
| 7          | George Wade                                            | Earl of Bath's Regiment                                      |       | 1673      | 1748   | 14 décembre 1742   |
| 8          | Robert Rich                                            | Grenadier Guards (1st Foot Guards)                           |       | 1685      | 1768   | 28 novembre 1757   |
| 9          | Richard Molesworth                                     | Royal Scots                                                  |       | 1680      | 1758   | 29 novembre 1757   |
| 10         | John Ligonier                                          | 10th Regiment of Foot                                        |       | 1680      | 1770   | 30 novembre 1757   |
| 11         | James O'Hara (en)                                      | 39th (Dorsetshire) Regiment of Foot (en)                     |       | 1690      | 1773   | 1er juin 1763      |
| 12         | Henry Seymour Conway                                   | 5th Royal Irish Lancers                                      |       | 1721      | 1794   | 12 octobre 1793    |
| 13         | William Henry                                          | 13th Regiment of Foot                                        |       | 1743      | 1805   | 12 octobre 1793    |
| 14         | George Howard                                          | 24th Regiment of Foot                                        |       | 1720      | 1796   | 12 octobre 1793    |
| 15         | Frederick d'York                                       | Grenadier Guards                                             |       | 1763      | 1827   | 10 février 1795    |
| 16         | John Campbell                                          | Royal Scots Fusiliers                                        |       | 1723      | 1806   | 30 juillet 1796    |
| 17         | Jeffery Amherst                                        | Grenadier Guards                                             |       | 1717      | 1797   | 30 juillet 1796    |
| 18         | John Whitwell                                          | Scots Guards                                                 |       | 1719      | 1797   | 30 juillet 1796    |
| 19         | Studholme Hodgson (en)                                 | Grenadier Guards                                             |       | 1708      | 1798   | 30 juillet 1796    |
| 20         | George Townshend                                       | 7th Queen's Own Hussars (en)                                 |       | 1724      | 1807   | 30 juillet 1796    |
| 21         | Frederick Cavendish                                    | Coldstream Guards                                            |       | 1729      | 1803   | 30 juillet 1796    |
| 22         | Charles Lennox                                         | Coldstream Guards                                            |       | 1735      | 1806   | 30 juillet 1796    |
| 23         | Édouard-Auguste de Kent                                | Royal Fusiliers                                              |       | 1767      | 1819   | 5 septembre 1805   |
| 24         | Arthur Wellesley                                       | 33rd (Perthshire) Regiment of Foot (en)                      |       | 1769      | 1852   | 21 juin 1813       |
| 26         | Adolphe de Cambridge                                   | Hanoverian Guards                                            |       | 1774      | 1850   | 26 novembre 1813   |
| 27         | William Frederick                                      | Scots Guards                                                 |       | 1776      | 1834   | 24 mai 1816        |
| 29         | Charles Moore                                          | 12th Dragoons (en)                                           |       | 1730      | 1821   | 19 juillet 1821    |
| 30         | William Harcourt                                       | Grenadier Guards                                             |       | 1743      | 1830   | 19 juillet 1821    |
| 31         | Alured Clarke                                          | 50th (Queen's Own) Regiment of Foot (en)                     |       | 1745      | 1832   | 22 juillet 1830    |
| 32         | Samuel Hulse                                           | Grenadier Guards                                             |       | 1747      | 1832   | 22 juillet 1830    |
| 35         | George Nugent                                          | 39th (Dorsetshire) Regiment of Foot (en)                     |       | 1757      | 1849   | 9 novembre 1846    |
| 36         | Thomas Grosvenor                                       | Grenadier Guards                                             |       | 1764      | 1851   | 9 novembre 1846    |
| 37         | Henry William Paget                                    | 80th Regiment of Foot (Staffordshire Volunteers) (en)        |       | 1768      | 1854   | 9 novembre 1846    |
| 38         | FitzRoy Somerset                                       | 4th Light Dragoons                                           |       | 1788      | 1855   | 5 novembre 1854    |
| 39         | Stapleton Cotton                                       | 23rd Regiment of Foot                                        |       | 1773      | 1865   | 2 octobre 1855     |
| 40         | John Byng                                              | 33rd Regiment of Foot (en)                                   |       | 1772      | 1860   | 2 octobre 1855     |
| 41         | Henry Hardinge                                         | Queen's Rangers (en)                                         |       | 1785      | 1856   | 2 octobre 1855     |
| 42         | John Colborne                                          | East Devonshire Regiment                                     |       | 1776      | 1863   | 1er avril 1860     |
| 43         | Edward Blakeney (en)                                   | 99th Regiment of Foot                                        |       | 1778      | 1868   | 9 novembre 1862    |
| 44         | Hugh Gough                                             | Seaforth Highlanders                                         |       | 1779      | 1869   | 9 novembre 1862    |
| 45         | George de Cambridge                                    | 12th Royal Lancers (en)                                      |       | 1819      | 1904   | 9 novembre 1862    |
| 46         | Colin Campbell                                         | 9th (East Norfolk) Regiment of Foot (en)                     |       | 1792      | 1863   | 9 novembre 1862    |
| 47         | Alexander George Woodford                              | 9th (East Norfolk) Regiment of Foot (en)                     |       | 1782      | 1870   | 1er janvier 1868   |
| 48         | William Maynard Gomm (en)                              | 9th (East Norfolk) Regiment of Foot (en)                     |       | 1784      | 1875   | 1er janvier 1868   |
| 49         | Hew Dalrymple Ross (en)                                | Royal Artillery                                              |       | 1779      | 1868   | 1er janvier 1868   |
| 50         | John Burgoyne                                          | Horse Guards Regiment (en)                                   |       | 1782      | 1871   | 1er janvier 1868   |
| 51         | George Pollock                                         | Bengal Artillery                                             |       | 1786      | 1872   | 24 mai 1870        |
| 52         | John Forster FitzGerald (en)                           | —                                                            |       | 1784      | 1877   | 29 mai 1875        |
| 53         | George Hay                                             | Grenadier Guards                                             |       | 1787      | 1876   | 29 mai 1875        |
| 55         | William Rowan (en)                                     | 52nd (Oxfordshire) Regiment of Foot (en)                     |       | 1789      | 1879   | 2 juin 1877        |
| 56         | Charles Yorke (en)                                     | 35th (Royal Sussex) Regiment of Foot (en)                    |       | 1790      | 1880   | 2 juin 1877        |
| 57         | Hugh Rose                                              | 93rd (Sutherland Highlanders) Regiment of Foot               |       | 1801      | 1885   | 2 juin 1877        |
| 58         | Robert Napier (1er baron Napier de Magdala)            | Bengal Engineer Group (en)                                   |       | 1810      | 1890   | 1er janvier 1883   |
| 59         | Patrick Grant (en)                                     | Bengal Native Infantry (en)                                  |       | 1804      | 1895   | 24 juin 1883       |
| 60         | John Michel (en)                                       | 64th (2nd Staffordshire) Regiment of Foot (en)               |       | 1804      | 1886   | 27 mars 1886       |
| 61         | Richard Dacres (en)                                    | Royal Artillery                                              |       | 1799      | 1886   | 27 mars 1886       |
| 62         | William Paulet (en)                                    | 85th Regiment of Foot (Bucks Volunteers) (en)                |       | 1804      | 1893   | 10 juillet 1886    |
| 63         | George Bingham                                         | 6th Regiment of Foot (en)                                    |       | 1800      | 1888   | 21 juin 1887       |
| 64         | Lintorn Simmons                                        | Royal Engineers                                              |       | 1821      | 1903   | 21 mai 1890        |
| 65         | Frederick Haines (en)                                  | 4th Regiment of Foot (en)                                    |       | 1818      | 1903   | 21 mai 1890        |
| 66         | Donald Stewart (en)                                    | Bengal Army (en)                                             |       | 1824      | 1900   | 26 mai 1894        |
| 67         | Garnet Joseph Wolseley                                 | 12th Regiment of Foot                                        |       | 1833      | 1913   | 26 mai 1894        |
| 68         | Frederick Roberts, VC                                  | Bengal Army                                                  |       | 1832      | 1914   | 25 mai 1895        |
| 69         | Édouard de Saxe-Weimar-Eisenach                        | 67th (South Hampshire) Regiment of Foot (en)                 |       | 1823      | 1902   | 22 juin 1897       |
| 70         | Neville Bowles Chamberlain                             | Bengal Native Infantry (en)                                  |       | 1820      | 1902   | 25 avril 1900      |
| 72         | Henry Wylie Norman (en)                                | Bengal Native Infantry (en)                                  |       | 1826      | 1904   | 26 juin 1902       |
| 73         | Arthur du Royaume-Uni                                  | Royal Engineers                                              |       | 1850      | 1942   | 26 juin 1902       |
| 74         | Sir Evelyn Wood (en), VC                               | 13th Light Dragoons (en)                                     |       | 1838      | 1919   | 8 avril 1903       |
| 75         | Sir George White, VC                                   | 27th (Inniskilling) Regiment of Foot (en)                    |       | 1835      | 1912   | 8 avril 1903       |
| 77         | Francis Grenfell, 1st Baron Grenfell                   | King's Royal Rifle Corps                                     |       | 1841      | 1925   | 11 avril 1908      |
| 78         | Sir Charles Brownlow (en)                              | 51st Sikhs (Frontier Force) (en)                             |       | 1831      | 1916   | 20 juin 1908       |
| 79         | Herbert Kitchener, 1st Earl Kitchener                  | Royal Engineers                                              |       | 1850      | 1916   | 10 septembre 1909  |
| 81         | Paul Methuen, 3rd Baron Methuen                        | Scots Guards                                                 |       | 1845      | 1932   | 19 juin 1911       |
| 82         | William Nicholson, 1st Baron Nicholson                 | Royal Engineers                                              |       | 1845      | 1918   | 19 juin 1911       |
| 83         | John French, 1st Earl of Ypres                         | 8th King's Royal Irish Hussars                               |       | 1868      | 1925   | 3 juin 1913        |
| 85         | Douglas Haig, 1st Earl Haig                            | 7th Queen's Own Hussars (en)                                 |       | 1861      | 1928   | 1er janvier 1917   |
| 86         | Sir Charles Egerton (en)                               | 31st (Huntingdonshire) Regiment of Foot (en)                 |       | 1848      | 1921   | 16 mars 1917       |
| 89         | Herbert Plumer, 1st Viscount Plumer                    | York and Lancaster Regiment (en)                             |       | 1857      | 1932   | 31 juillet 1919    |
| 90         | Edmund Allenby, 1st Viscount Allenby                   | 6th (Inniskilling) Dragoons                                  |       | 1861      | 1936   | 31 juillet 1919    |
| 91         | Sir Henry Wilson, 1st Baronet                          | Rifle Brigade (Prince Consort's Own)                         |       | 1864      | 1922   | 31 juillet 1919    |
| 92         | Sir William Robert Robertson, 1st Baronet              | 3rd Dragoon Guards (en)                                      |       | 1860      | 1933   | 29 mars 1920       |
| 93         | Sir Arthur Barrett                                     | 44th (East Essex) Regiment of Foot (en)                      |       | 1857      | 1926   | 12 avril 1921      |
| 95         | William Birdwood, 1st Baron Birdwood                   | Royal Scots Fusiliers                                        |       | 1865      | 1951   | 20 mars 1925       |
| 96         | Sir Claud Jacob (en)                                   | Régiment du Worcestershire                                   |       | 1863      | 1948   | 30 novembre 1926   |
| 97         | George Milne, 1er Baron Milne                          | Royal Artillery                                              |       | 1866      | 1948   | 30 janvier 1928    |
| 100        | Julian Byng, 1st Viscount Byng of Vimy                 | King's Royal Rifle Corps                                     |       | 1862      | 1935   | 17 juillet 1932    |
| 101        | Frederick Lambart, 10th Earl of Cavan                  | Grenadier Guards                                             |       | 1865      | 1946   | 31 octobre 1932    |
| 102        | Philip Chetwode, 1st Baron Chetwode                    | Oxfordshire and Buckinghamshire Light Infantry               |       | 1869      | 1950   | 13 février 1933    |
| 103        | Sir Archibald Montgomery-Massingberd                   | Royal Artillery                                              |       | 1871      | 1947   | 7 juin 1935        |
| 105        | Sir Cyril Deverell                                     | West Yorkshire Regiment                                      |       | 1874      | 1947   | 15 mai 1936        |
| 107        | Edmund Ironside, 1st Baron Ironside                    | Royal Artillery                                              |       | 1880      | 1959   | 20 juillet 1940    |
| 109        | Sir John Dill                                          | Prince of Wales' Leinster Regiment                           |       | 1881      | 1944   | 18 novembre 1941   |
| 110        | John Vereker, 6th Viscount Gort, VC                    | Grenadier Guards                                             |       | 1886      | 1946   | 1er janvier 1943   |
| 111        | Archibald Wavell, 1st Earl Wavell                      | Black Watch                                                  |       | 1883      | 1950   | 1er janvier 1943   |
| 112        | Alan Brooke, 1st Viscount Alanbrooke                   | Royal Artillery                                              |       | 1883      | 1963   | 1er janvier 1944   |
| 113        | Harold Alexander, 1st Earl Alexander of Tunis          | Irish Guards                                                 |       | 1891      | 1969   | 4 juin 1944        |
| 114        | Bernard Montgomery, 1st Viscount Montgomery of Alamein | Royal Warwickshire Fusiliers (en)                            |       | 1887      | 1976   | 1er septembre 1944 |
| 115        | Henry Maitland Wilson, 1st Baron Wilson                | Rifle Brigade (Prince Consort's Own)                         |       | 1881      | 1964   | 29 décembre 1944   |
| 116        | Sir Claude Auchinleck                                  | 62nd Punjabis (Indian Army) (en)                             |       | 1884      | 1981   | 1er juin 1946      |
| 117        | William "Bill" Slim, 1st Viscount Slim                 | Royal Warwickshire Regiment (en)                             |       | 1891      | 1970   | 4 janvier 1948     |
| 120        | John Harding, 1st Baron Harding of Petherton           | Somerset Light Infantry                                      |       | 1896      | 1989   | 21 juillet 1953    |
| 121        | Prince Henry, Duke of Gloucester                       | King's Royal Rifle Corps                                     |       | 1900      | 1974   | 31 mars 1955       |
| 122        | Sir Gerald Templer                                     | Royal Irish Fusiliers                                        |       | 1898      | 1979   | 27 novembre 1956   |
| 123        | Sir Francis Festing                                    | Rifle Brigade (Prince Consort's Own)                         |       | 1902      | 1976   | 1er septembre 1960 |
| 126        | Sir Richard Hull                                       | 17th/21st Lancers                                            |       | 1907      | 1989   | 8 février 1965     |
| 127        | Sir James Cassels (en)                                 | Seaforth Highlanders                                         |       | 1907      | 1996   | 29 février 1968    |
| 128        | Sir Geoffrey Baker (en)                                | Royal Artillery                                              |       | 1912      | 1980   | 31 janvier 1971    |
| 129        | Michael Carver, Baron Carver (en)                      | Royal Tank Corps                                             |       | 1915      | 2001   | 18 juillet 1973    |
| 130        | Sir Roland Gibbs (en)                                  | King's Royal Rifle Corps                                     |       | 1921      | 2004   | 13 juillet 1979    |
| 132        | Edwin Bramall, Baron Bramall                           | King's Royal Rifle Corps                                     |       | 1923      | 2018   | 1er janvier 1982   |
| 133        | Sir John Stanier (en)                                  | 7th Queen's Own Hussars (en)                                 |       | 1925      | 2007   | 10 juillet 1985    |
| 134        | Sir Nigel Bagnall (en)                                 | Green Howards (en)                                           |       | 1927      | 2002   | 9 septembre 1988   |
| 135        | Richard Vincent, Baron Vincent of Coleshill (en)       | Royal Artillery                                              |       | 1931      | 2018   | 2 avril 1991       |
| 136        | Sir John Chapple                                       | 2nd King Edward VII's Own Gurkha Rifles (The Sirmoor Rifles) |       | 1931      | 2022   | 14 février 1992    |
| 137        | Prince Edward, duc de Kent                             | Royal Scots Greys                                            |       | 1935      | Vivant | 11 juin 1993       |
| 138        | Peter Inge, Baron Inge                                 | Green Howards (en)                                           |       | 1935      | 2022   | 15 mars 1994       |
| 139        | Sir Charles Guthrie, Baron Guthrie de Craigiebank      | Welsh Guards                                                 |       | 1938      | Vivant | 16 juin 2012       |

## Autres
| Ancienneté | Nom et titre                        | Image | Naissance | Décès  | Date de nomination | Notes                                                                                            |
| ---------- | ----------------------------------- | ----- | --------- | ------ | ------------------ | ------------------------------------------------------------------------------------------------ |
| 25         | Ernest-Auguste Ier de Hanovre       |       | 1771      | 1851   | 6 novembre 1813    |                                                                                                  |
| 28         | Léopold Ier de Belgique             |       | 1790      | 1865   | 24 mai 1816        |                                                                                                  |
| 33         | Albert de Saxe-Cobourg-Gotha        |       | 1819      | 1861   | 8 February 1840    | Mari de Victoria du Royaume-Uni                                                                  |
| 34         | Guillaume II des Pays-Bas           |       | 1792      | 1847   | 28 juillet 1845    |                                                                                                  |
| 54         | Édouard VII du Royaume-Uni          |       | 1841      | 1910   | 29 mai 1875        | British Monarch, 1901–1910                                                                       |
| 71         | Guillaume II d'Allemagne            |       | 1859      | 1941   | 27 janvier 1901    |                                                                                                  |
| 76         | François-Joseph Ier d'Autriche      |       | 1830      | 1916   | 1er septembre 1903 |                                                                                                  |
| 80         | George V du Royaume-Uni             |       | 1865      | 1936   | 7 mai 1910         | British Monarch, 1910–1936                                                                       |
| 84         | Nicolas II de Russie                |       | 1868      | 1918   | 1er janvier 1916   |                                                                                                  |
| 87         | Taishō Tennō                        |       | 1879      | 1926   | 1er janvier 1918   | Empereur du Japon                                                                                |
| 88         | Ferdinand Foch                      |       | 1851      | 1929   | 19 juillet 1919    | Officier de l'armée française et Maréchal de France                                              |
| 94         | Albert Ier de Belgique              |       | 1875      | 1934   | 4 juillet 1921     |                                                                                                  |
| 98         | Alphonse XIII d'Espagne             |       | 1886      | 1941   | 3 juin 1928        |                                                                                                  |
| 99         | Hirohito                            |       | 1901–     | 1989   | 26 juin 1928       | Empereur du Japon                                                                                |
| 104        | Édouard VIII du Royaume-Uni         |       | 1894      | 1972   | 21 janvier 1936    | British Monarch, janvier–décembre 1936                                                           |
| 106        | George VI du Royaume-Uni            |       | 1895      | 1952   | 12 décembre 1936   | British Monarch, 1936–1952                                                                       |
| 108        | Jan Smuts                           |       | 1870      | 1950   | 24 mai 1941        |                                                                                                  |
| 118        | Thomas Blamey                       |       | 1884      | 1951   | 24 mai 1941        | Australian Army officer                                                                          |
| 119        | Philip Mountbatten, duc d'Édimbourg |       | 1921      | 2021   | 15 janvier 1953    | Mari d'Élisabeth II                                                                              |
| 124        | Mahendra Bir Bikram Shah            |       | 1921      | 1972   | 17 octobre 1962    | Roi du Népal                                                                                     |
| 125        | Haïlé Sélassié Ier                  |       | 1892      | 1975   | 20 janvier 1965    | Empereur d’Éthiopie                                                                              |
| 131        | Birendra Bir Bikram Shah Dev        |       | 1945      | 2001   | 18 novembre 1980   | Roi du Népal                                                                                     |
| 140        | Charles III du Royaume-Uni          |       | 1948      | Vivant | 16 juin 2012       | alors Prince de Galles, devenu depuis roi du Royaume-Uni de Grande-Bretagne et d'Irlande du Nord |

### Sources
- (en) Cet article est partiellement ou en totalité issu de l’article de Wikipédia en anglais intitulé « List of field marshals of the British Army » (voir la liste des auteurs).